# Argiope lobata
Espèce
Synonymes
- Aranea lobata Pallas, 1772
- Aranea argentea Gmelin, 1789
- Aranea sericea Olivier, 1789
- Segestria dentata Risso, 1826
- Epeira margaritacea Risso, 1826
- Argiope splendida Audouin, 1826
- Argyopes praelautus C. L. Koch, 1838
- Argyopes impudicus L. Koch, 1867
- Argiope arcuata Simon, 1884
- Argiope lobata retracta Franganillo, 1918

Argiope lobata est une espèce d'araignées aranéomorphes de la famille des Araneidae.
En français elle peut être nommée Argiope lobée ou Argiope soyeuse.

## Distribution
Cette espèce se rencontre en Europe du Sud, en Asie et en Afrique.

## Description
Les mâles mesurent de 5,2 à 7,5 mm et les femelles de 16,8 à 25,5 mm

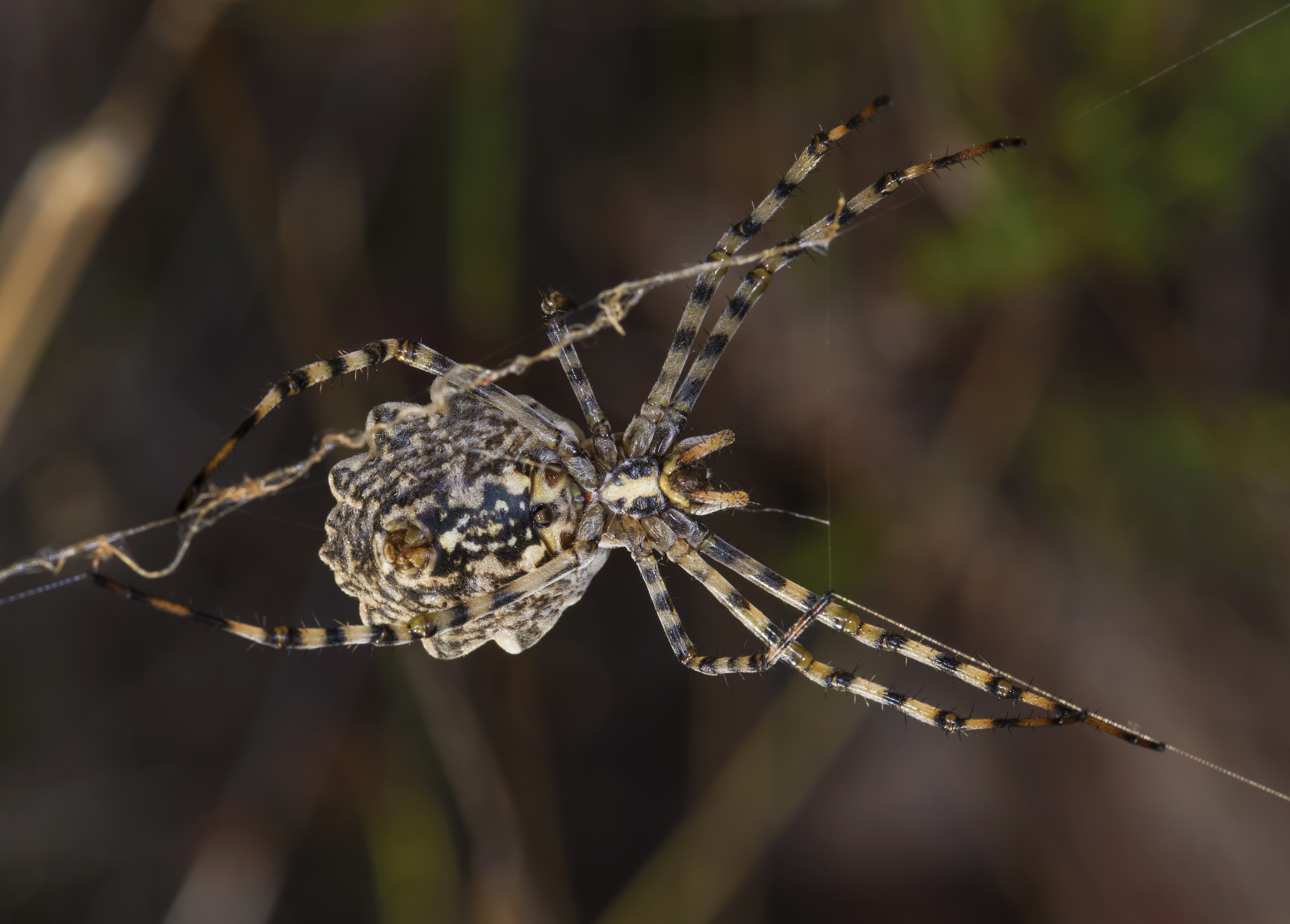
Face ventrale d'une femelle

La femelle est très caractéristique par la forme de son abdomen et ses dessins. Le dessous montre un damier jaune et noir qui se confond avec le sol de la garrigue où elle vit : l'araignée se tient en effet au revers de sa toile légèrement inclinée. La forme des festons et la longueur de la pointe terminale sont variables.
Le mâle ressemble à celui d'Argiope bruennichi : l'abdomen n'a pas de festons. Une bande jaune avec des ramifications vers l'arrière figure sur son sternum. Les jeunes immatures des deux espèces ne sont pas différentiables. Les mâles sont adultes dès juin.
Argiope lobata cohabite souvent avec Argiope bruennichi.

## Toile
La toile de soie jaune, très résistante, est suspendue entre deux buissons écartés parfois de plus d'1,50 m. L'araignée la refait quotidiennement vers minuit. Elle comporte des stabilimenta et souvent plus de 40 rayons. Il lui faut trois heures pour la tisser.

## Systématique et taxinomie
Cette espèce a été décrite sous le protonyme Aranea lobata par Pallas en 1772. Elle est placée dans le genre Argiope par Thorell en 1873.
Argiope arcuata a été placée en synonymie par Levi en 1983.
Argiope lobata retracta a été placée en synonymie par Jäger en 2012.

## Galerie

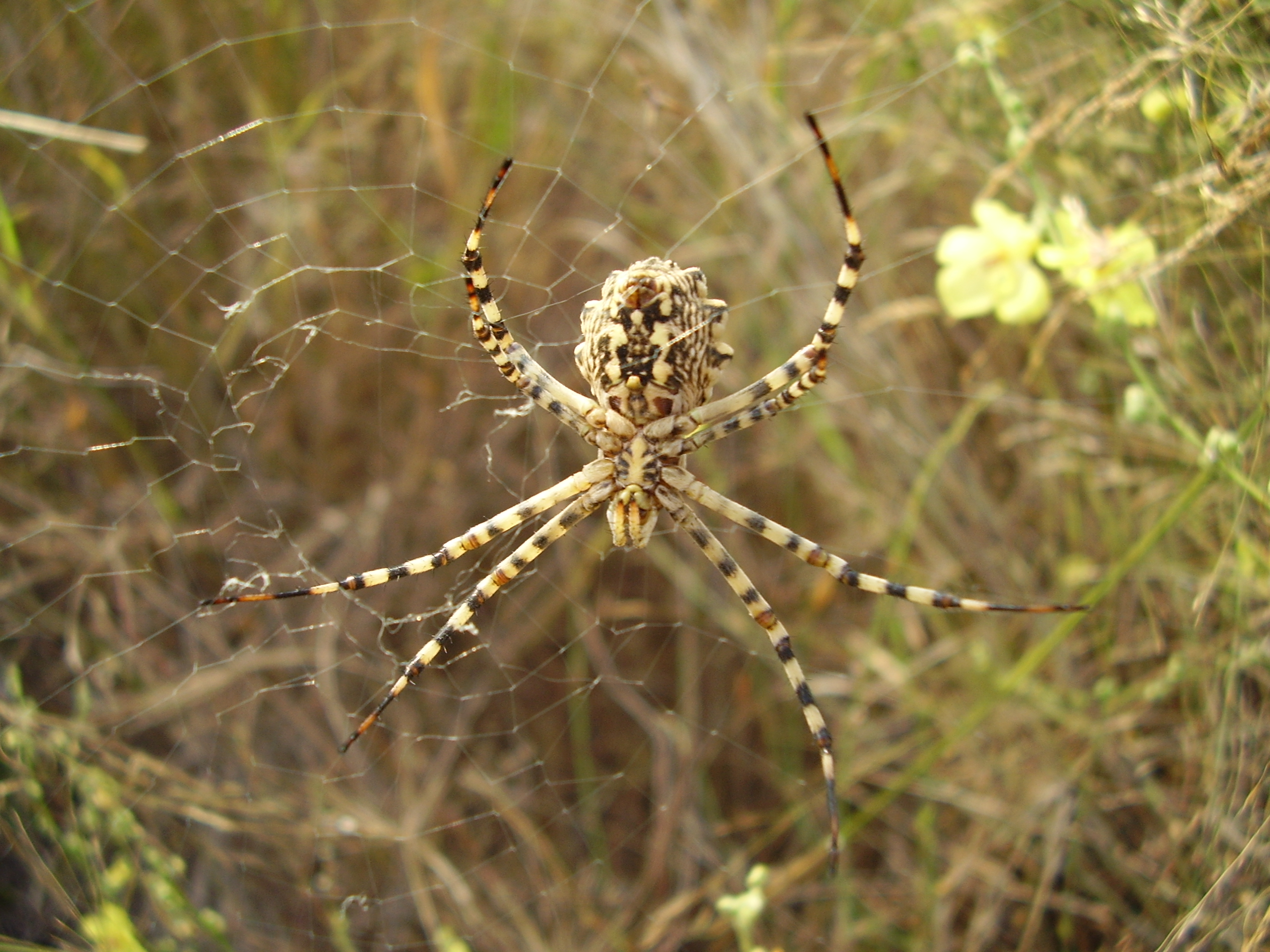
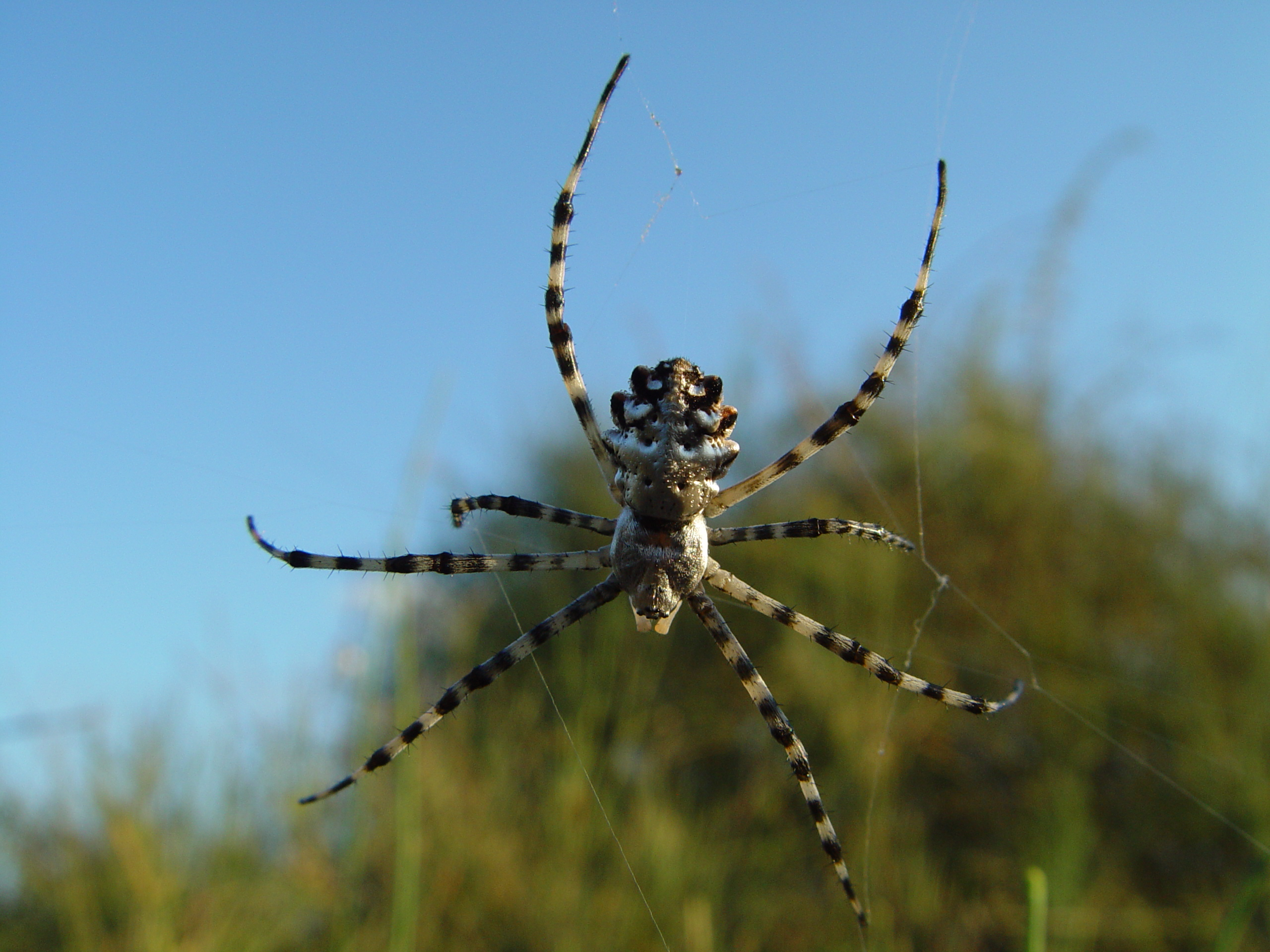
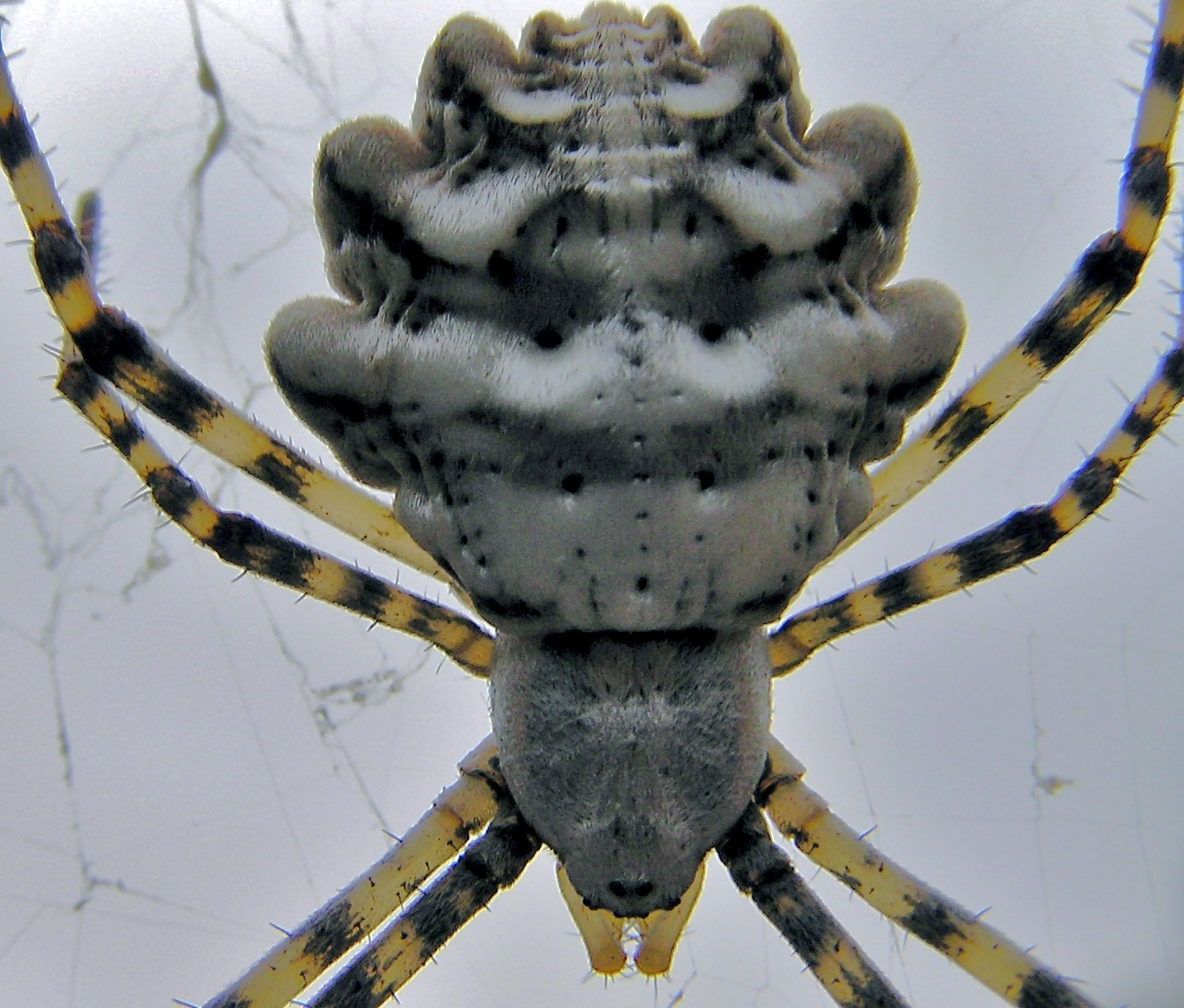
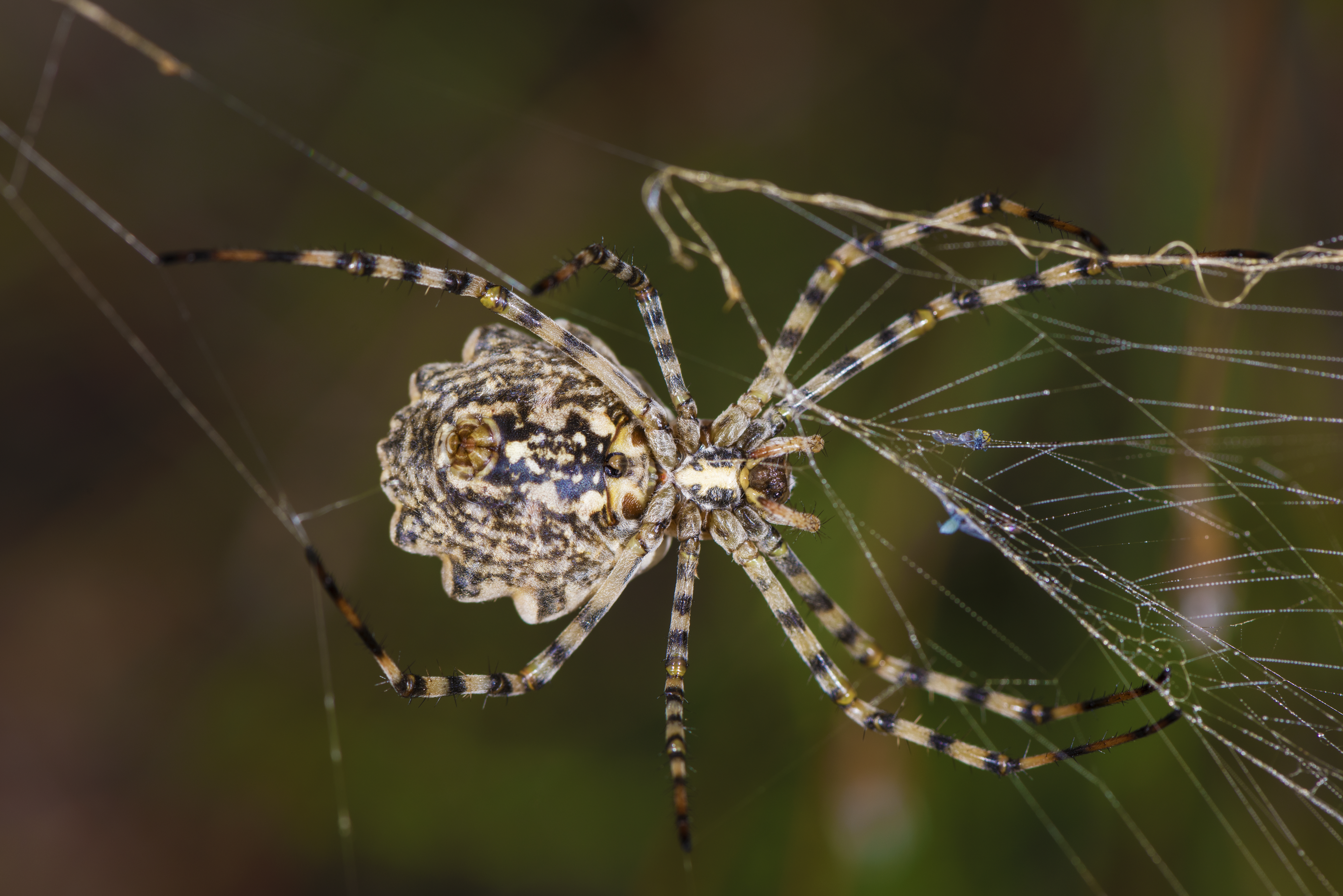
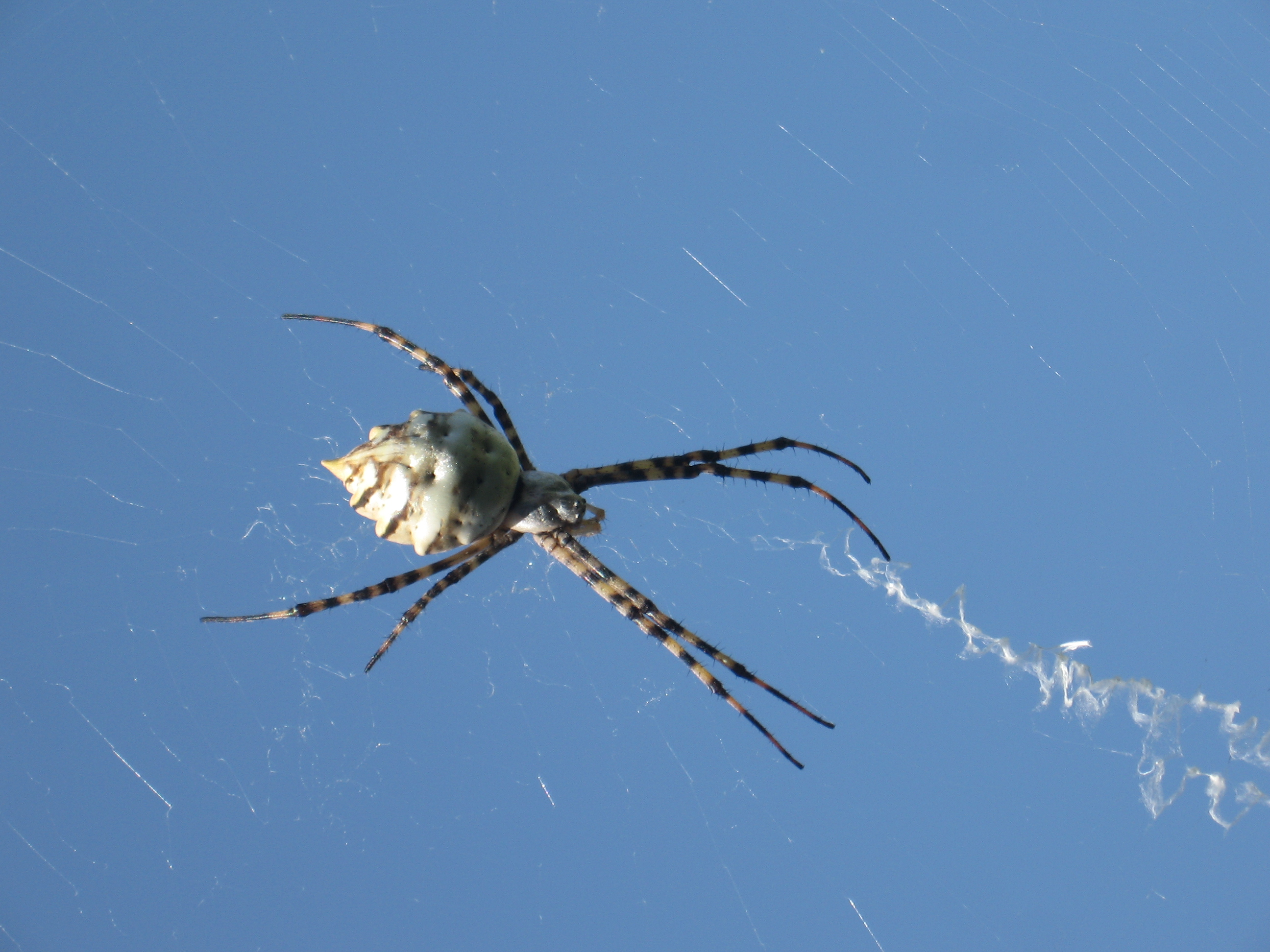
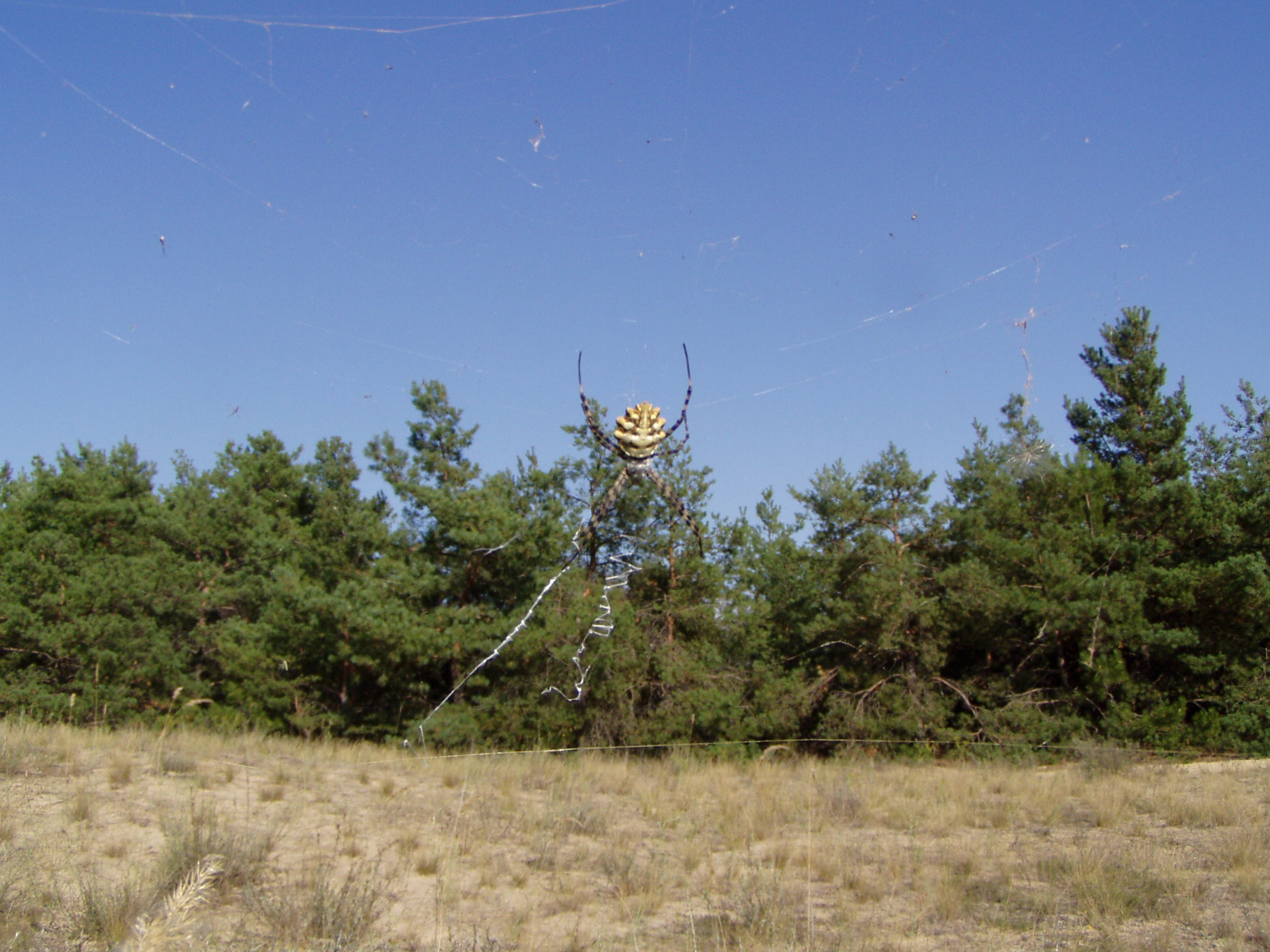
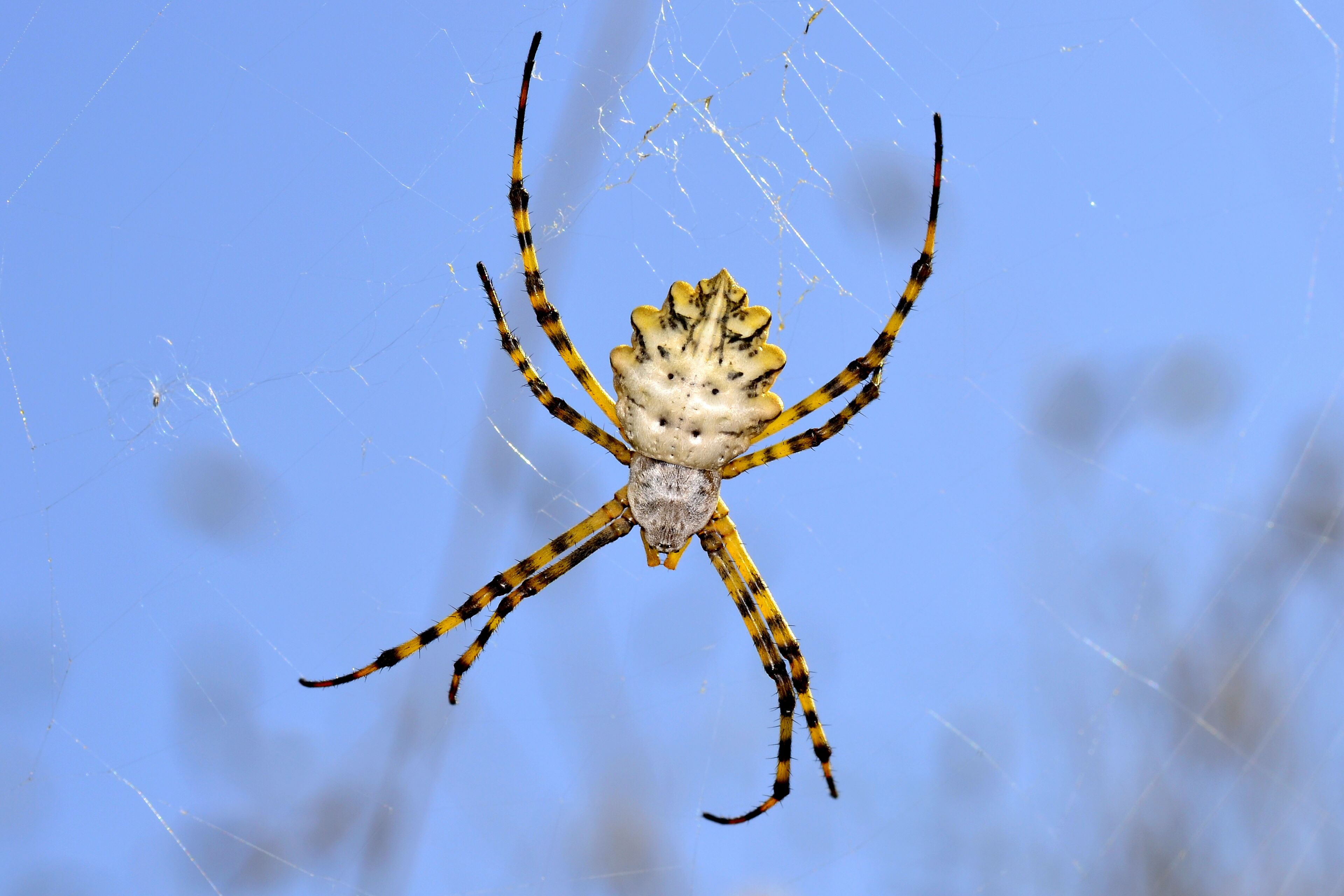
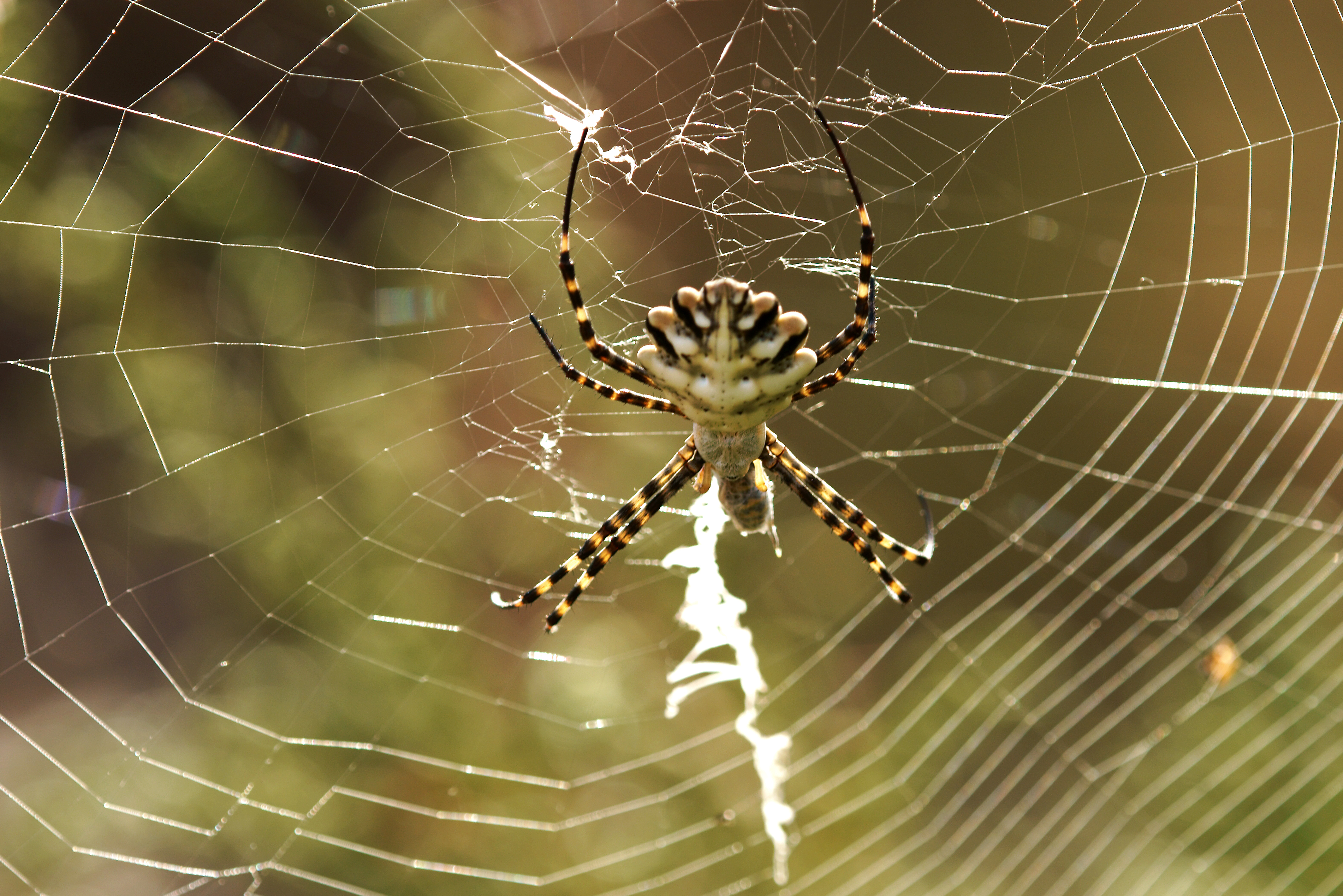
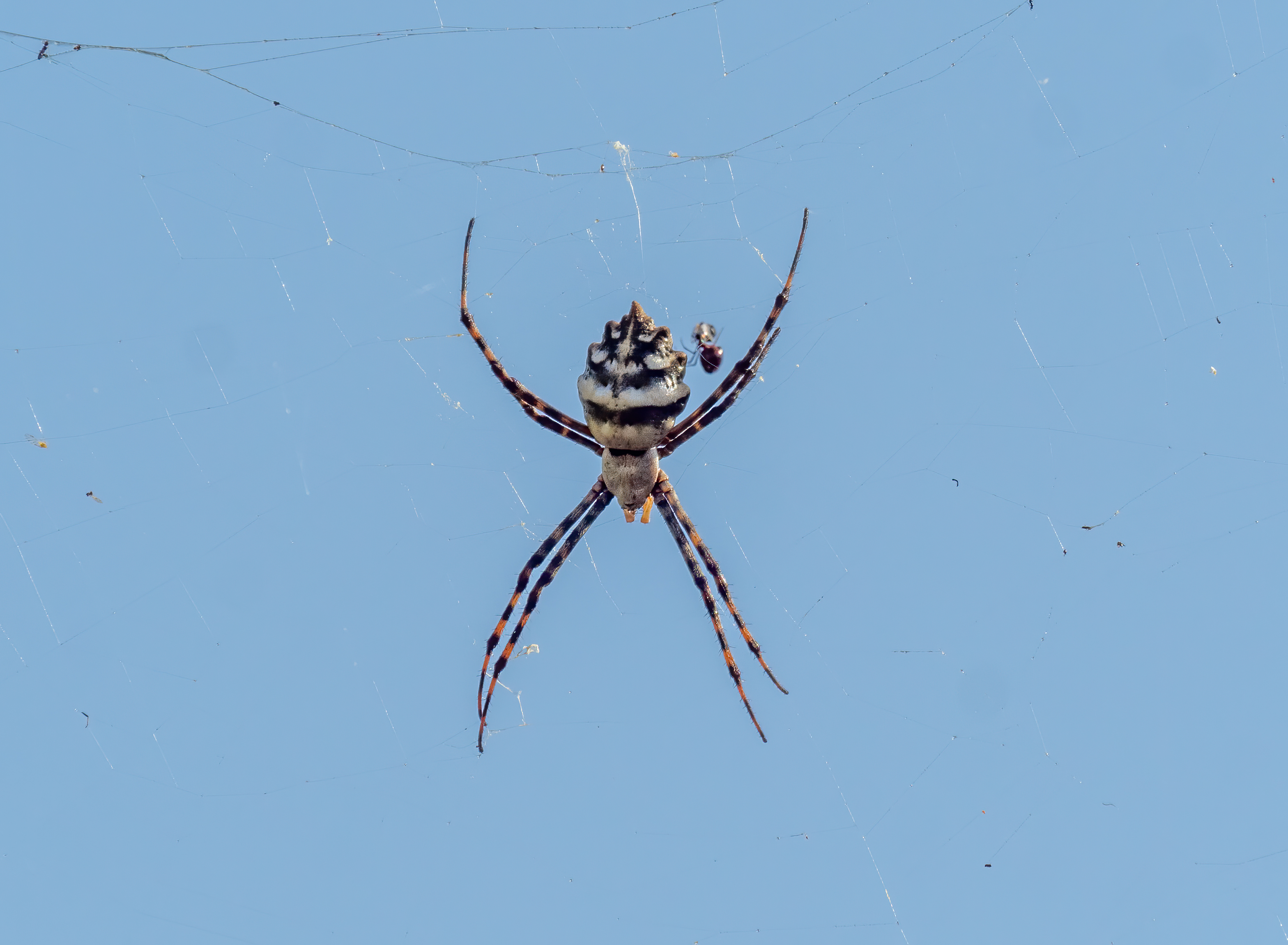
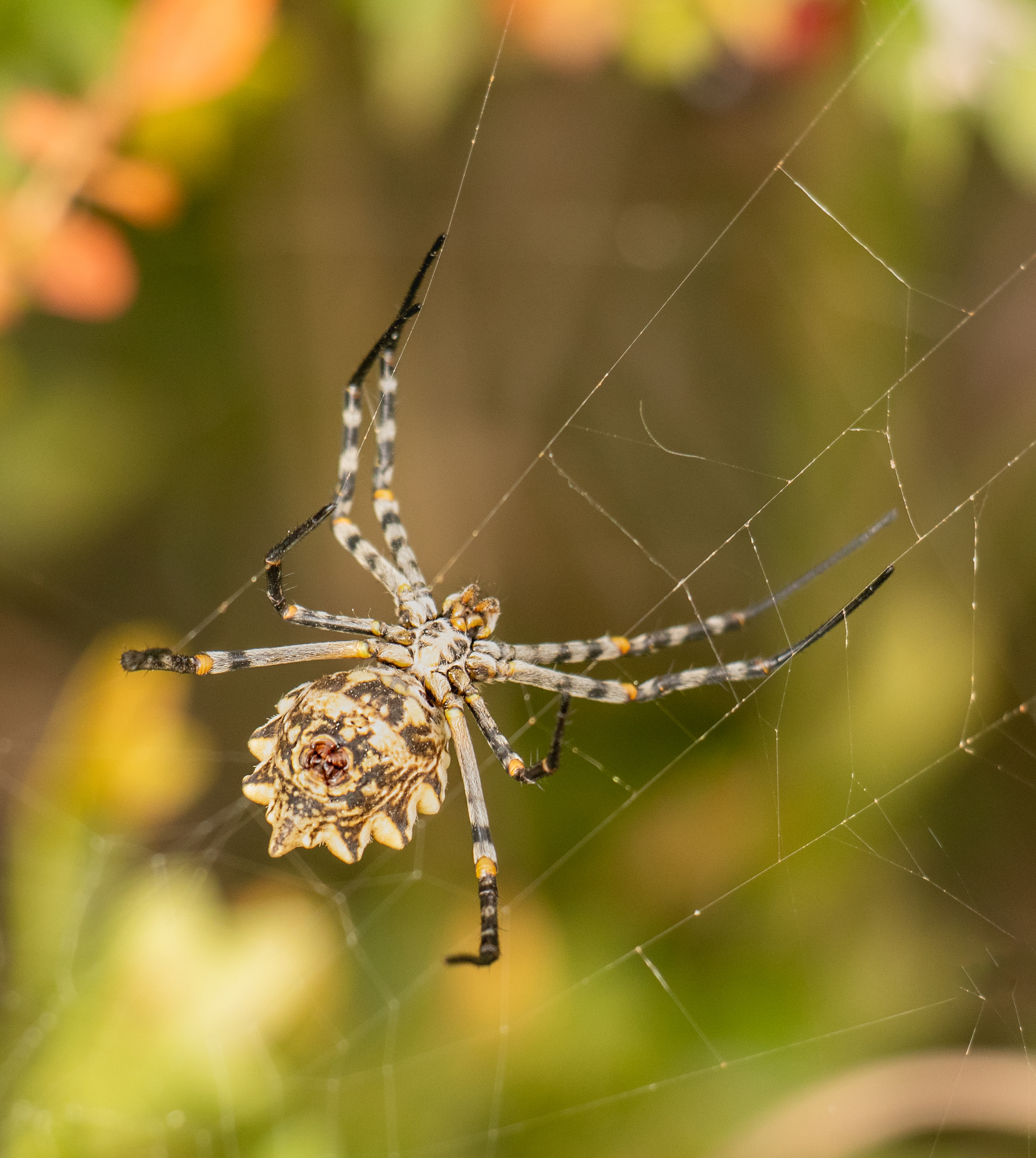
Argiope lobata, Parc national de Bouhedma

## Publication originale
- Pallas, 1772 : Spicilegia zoologica. Tomus 1. Continens quadrupedium, avium, amphibiorum, piscium, insectorum, molluscorum aliorumque marinorum fasciculos decem. Berolini, vol. 1, no 9, p. 44-50.